# 熊本県道341号大津西合志線
熊本県道341号大津西合志線（くまもとけんどう341ごう おおづにしごうしせん）は、熊本県菊池郡大津町から合志市に至る一般県道である。

## 概要
当時の建設省・農林水産省が広域農道の都道府県道認定を認めたことにより、当県道も1997年（平成9年）に認定された。

### 路線データ
- 起点：熊本県菊池郡大津町大字室（国道325号（国道443号重複区間）交点、熊本県道30号大津植木線上）
- 終点：熊本県合志市御代志（国道387号交点）

## 歴史
- 1997年（平成9年） - 路線認定。

## 路線状況

### 重複区間
- 熊本県道30号大津植木線（菊池郡大津町大字室（起点） - 合志市福原）

## 地理

### 通過する自治体
- 菊池郡大津町
- 菊池郡菊陽町
- 合志市

### 交差する道路
| 交差する道路                                                 | 市町村名 | 市町村名 | 交差する場所 | 交差する場所 |
| ------------------------------------------------------------ | -------- | -------- | ------------ | ------------ |
| 国道325号 国道443号 重複 熊本県道30号大津植木線 重複区間起点 | 菊池郡   | 大津町   | 大字室       | 起点         |
| 熊本県道30号大津植木線 重複区間終点                          | 合志市   | 合志市   | 福原         |              |
| 熊本県道138号辛川鹿本線                                      | 合志市   | 合志市   | 福原         |              |
| 熊本県道49号熊本大津線 熊本県道316号住吉熊本線 重複          | 合志市   | 合志市   | 竹迫         |              |
| 国道387号                                                    | 合志市   | 合志市   | 御代志       | 終点         |

### 沿線
- 熊本電気鉄道菊池線 御代志駅
- 熊本県立技術短期大学校
- 合志市役所
- 熊本県立農業公園（カントリーパーク）